# 努南氏症候群
努南氏症候群（Noonan syndrome）為一相對常見的常染色體显性遺傳疾病，該病得名自小兒心臟科醫生賈桂琳·努南。該病的症狀類似透納氏症，但可能發生於男性及女性。努南氏症候群常有先天性心臟病，包含肺動脈瓣縮窄、肺動脈瓣發育異常、心房中隔缺损，及肥大性心肌病變等等。另外還有身材矮小、認知障礙、漏斗胸、凝血異常、蹼狀頸，以及塌鼻樑。本疾病屬於RAS蛋白家族病變的一種，疾病主因為RAS-MAPK傳訊問題所致。

大約每1,000人至2,500名新生兒就有一位患者，為最常見與先天性心臟病相關的遺傳疾病之一。

## 特徵

### 器官系統

#### 麻醉風險
- 有個案報導指出努南氏症候群的患者在麻醉時發生惡性高熱的問題，但相關性仍有待證實[4]。
- 亦有個案在給予麻醉期間或麻醉後發生呼吸抑制的現象，亦有患者至24–48小時後身體仍無法順利清除麻醉劑。

#### 心臟
約85%的患者還會有下列心臟疾病：
- 肺動脈瓣狹窄 （50–60%）

- 心中膈缺損：心房（10–25%）或心室（5–20%）

- 肥大型心肌病變（12–35%）

## 外部連結
- Noonan Syndrome Foundation （页面存档备份，存于）